# 岡仁詩
岡 仁詩（おか ひとし、1929年11月10日 - 2007年5月11日）は、日本の元ラグビー選手。元ラグビー日本代表監督。日本ラグビーフットボール協会理事。同志社大学ラグビー部元監督、同大名誉教授。同大FWで活躍。同志社ラグビーの象徴ともされる存在である。

## 略歴・人物
大阪府大阪市出身。天王寺中学から同志社大学文学部に進学。現役時代のポジションはFW。
大学卒業後に家業を手伝いながらOBとして練習に参加していたが、1959年に同大ラグビー部監督に就任。1962年に日本選手権の前身、第2回NHK杯で優勝。1964年の第1回日本選手権も制した。
1973年にラグビー部で部員事故死があり監督を辞任。3年後に復帰した。
その後、大学選手権は、大八木淳史・平尾誠二らが在籍した1982年〜1984年度に史上初の3連覇を果した。このほか、日本代表監督も1972年をはじめ数度歴任。日本ラグビーフットボール協会強化委員長も務めた。
監督当時、明治大学ラグビー部監督の北島忠治から「もっとFWを鍛えないと、チームは強くならないよ」と言われて以来、FW重視のチームを作り、関西最強のラグビーチームを作った。ただし基本は選手の自主性を重んじたチーム作りであり、型にとらわれないプレースタイルが選手たちの個性に当てはまったときの強さは、前述の3連覇時のように大学界で無敵、社会人相手にもひけをとらないほどであった。
大正時代からの古豪同志社を、早慶明に代表される関東強豪校に対する関西の砦として確かな存在とさせた功績はあまりに大きい。
1995年に定年を迎え勇退。2007年5月11日、京都府内で同志社大OBに会った後自宅に戻る最中に倒れ、城陽市内の病院に運ばれたが午後0時50分頃（JST）、心筋梗塞で死去。享年77。翌日の5月12日に秩父宮ラグビー場で開催されたラグビー日本代表の強化試合（対クラシック・オールブラックス）では選手が喪章をつけて戦った。